# Комненовић
Комненовић је српско-хрватско презиме, настало од имена Комнен. Може се односити на следеће особе:
- Мирко Комненовић (1870–1941), градоначелник Херцег Новог
- Јелица Комненовић (1960) бивша југословенска кошаркашица